# Patrizio de Lollis
Patrizio de Lollis (Palermo, 18 giugno 1959) è un incisore italiano.
Lasciati gli studi, nel 1974, comincia a lavorare in una grande azienda grafica, in serigrafia, svolgendo già dopo un anno mansioni di caporeparto.
Gli incontri con alcuni artisti dell'epoca e le prime grafiche lo indirizzano subito verso la stampa d'arte, che diventerà la sua passione oltre che il suo lavoro.
Dopo una collaborazione, nel 1978, con una galleria e stamperia d'arte di Palermo, dove affina la tecnica, nel 1982 si costruisce un torchio serigrafico, con l'aiuto dello scultore Nino Siracusa e, dopo poco, apre una sua stamperia d'arte serigrafica.
È il primo esempio in Sicilia di stamperia d'arte autonoma, in quanto, allora, le stamperie erano di supporto a qualche galleria d'arte, spesso allestite nei loro retrobottega.
In oltre trent'anni di attività conosce e collabora con artisti nazionali ed internazionali, come Hsiao Chin, Carla Accardi, Renato Guttuso, Jbrahim Kodra, Saverio Terruso, Gianbecchina ecc., realizzando le loro opere grafiche e dai quali riceve preziosi consigli.
Incontra poeti e scrittori siciliani, tra i quali vi sono Ignazio Buttitta, Giacomo Giardina, Marco Bonavia. Ha tenuto seminari, stage e corsi di stampa d'arte con i principali istituti d'arte di Palermo e provincia, con l'Accademia di Belle Arti di Palermo in collaborazione con l'Accademia di Norimberga.
È presidente di un'associazione culturale no-profit.
È presente in numerose pubblicazioni d'arte nazionali ed internazionali e nei migliori cataloghi d'arte italiani.